# Лабораторний пацюк

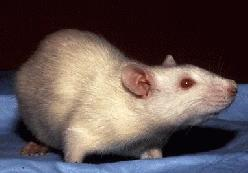
Лабораторний пацюк-альбінос із його червоними очима та білою шерстю є культовою моделлю організму для наукових досліджень у різноманітних галузях

Лабораторні пацюки — це лінії підвиду пацюків Rattus norvegicus domestica, яких розводять і утримують для наукових досліджень. Хоча пацюки рідше використовуються для досліджень, ніж лабораторні миші, вони слугували важливою тваринною моделлю для досліджень у психології та біомедичній науці.

## Витоки розведення пацюків

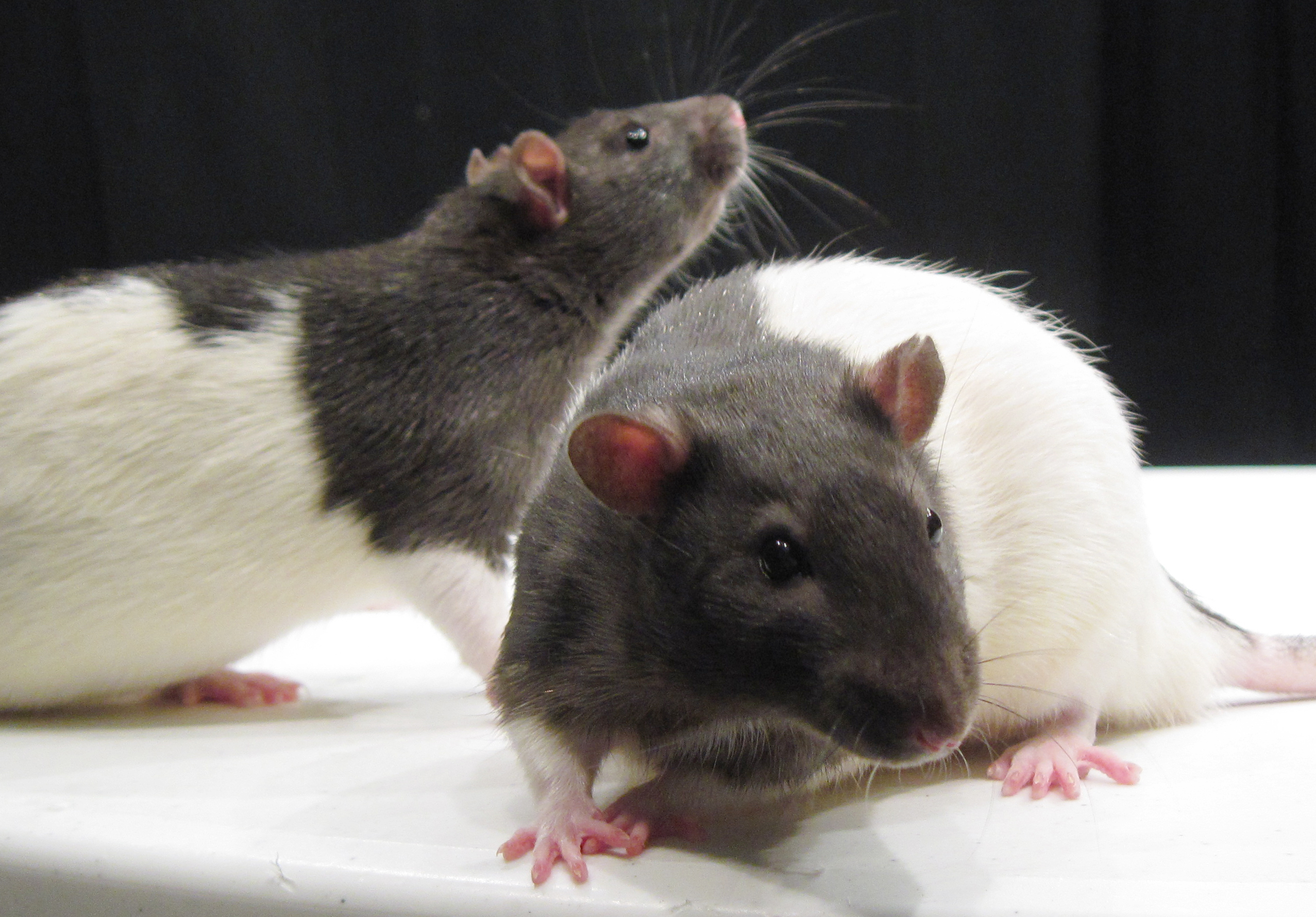
Пацюки з капюшоном

У 18 столітті в Європі лютували дикі Rattus norvegicus, і це нашестя сприяло індустрії лову пацюків. Пацюколови не тільки заробляли гроші, ловлячи гризунів у пастки, але й продаючи їх у їжу або, частіше, для цькування пацюків.
Цькування пацюків було популярним видом спорту, який передбачав наповнення ями пацюками та визначення часу, який знадобився тер'єру, щоб убити їх усіх. Згодом розведення пацюків для цих змагань могло призвести до зміни кольору, зокрема альбіносів і пацюків з капюшоном. Перший раз одного з цих мутантів-альбіносів доставили в лабораторію для дослідження в 1828 році для експерименту з голодування. Протягом наступних 30 років пацюків використовували для ще кількох експериментів, і зрештою лабораторний пацюк став першою твариною, одомашненою з суто наукових причин.
У Японії була широко розповсюджена практика утримання пацюків як одомашнених домашніх тварин у період Едо, а у 18 столітті були опубліковані посібники з утримання домашніх пацюків Юсо Таманокакехасі (1775) і Чінган Содатегуса (1787). Генетичний аналіз 117 штамів пацюків-альбіносів, зібраних з усіх куточків світу, проведений командою під керівництвом Такаші Курамото з Кіотського університету в 2012 році, показав, що альбіноси походять від пацюків з капюшоном, а всі альбіноси походять від одного предка. Оскільки є докази того, що капюшонний пацюк був відомий як «японський пацюк» на початку 20 століття, Курамото зробив висновок, що один або кілька японських капюшонних пацюків могли бути завезені до Європи чи Америки, а пацюк-альбінос з'явився як продукт розведення цих капюшонних пацюків було спільним предком усіх лабораторних пацюків-альбіносів, які використовуються тепер.

## Використання в дослідженнях
Пацюк знайшов раннє застосування в лабораторних дослідженнях у п'яти областях: W. S. Small припустив, що швидкість навчання можна виміряти пацюками в лабіринті; пропозиція використана Джоном Б. Уотсоном для його дисертації доктора філософії в 1903 році. Перша колонія пацюків у Америці, яка використовувалася для дослідження харчування, була заснована в січні 1908 року Елмером МакКоллумом, а потім поживні потреби пацюків використовували Томас Берр Осборн і Лафайєт Мендель для визначення деталей білкового харчування. Репродуктивну функцію пацюків вивчали в Інституті експериментальної біології Каліфорнійського університету в Берклі Герберт Маклін Еванс і Джозеф А. Лонг. Генетику пацюків вивчав Вільям Ернест Касл в Інституті Бассі Гарвардського університету до його закриття в 1994 році. Пацюків давно використовують у дослідженні раку; наприклад, в Інституті дослідження раку Крокера. Велика частина геному Rattus norvegicus була секвенована. Вчені також досліджували терморегуляцію хвоста пацюка. Хвіст пацюка працює як змінний теплообмінник. Кровотік хвоста дозволяє здійснювати терморегуляцію, оскільки він перебуває під контролем симпатичних судинозвужувальних нервів. Розширення судин відбувається, коли температура хвоста підвищується, викликаючи втрату тепла. Вазоконстрикція виникає, коли температура хвоста знижується, що дозволяє зберегти тепло. Терморегуляція хвоста щура була використана для вивчення метаболізму.